# کماج
کماج نان شیرینی است که از آرد برنج و غیر آن و شکر پزند.کماج شیرینی سنتی ایران است در همدان، مازندران، کردستان، سیستان، اصفهان و استان مرکزی نیز پخت می‌شود. این نوع نان هیچ آمیزه‌ای ندارد اما بسیار پرطرفدار است.

## مواد لازم برای تهیه نان کماج
| مواد         | مقدار           |
| ------------ | --------------- |
| آرد سفید     | ۲ لیوان         |
| مایه خمیر    | ۱ قاشق غذا خوری |
| شکر          | ۱ لیوان         |
| آب ولرم      | ۱ لیوان         |
| کنجد         | به میزان لازم   |
| زرده تخم مرغ | ۲ عدد           |
| شیره         | ۲ قاشق غذا خوری |